# Malachra capitata
Malachra capitata är en malvaväxtart som först beskrevs av Carl von Linné, och fick sitt nu gällande namn av Carl von Linné. Malachra capitata ingår i släktet Malachra och familjen malvaväxter. Inga underarter finns listade i Catalogue of Life.

## Bildgalleri

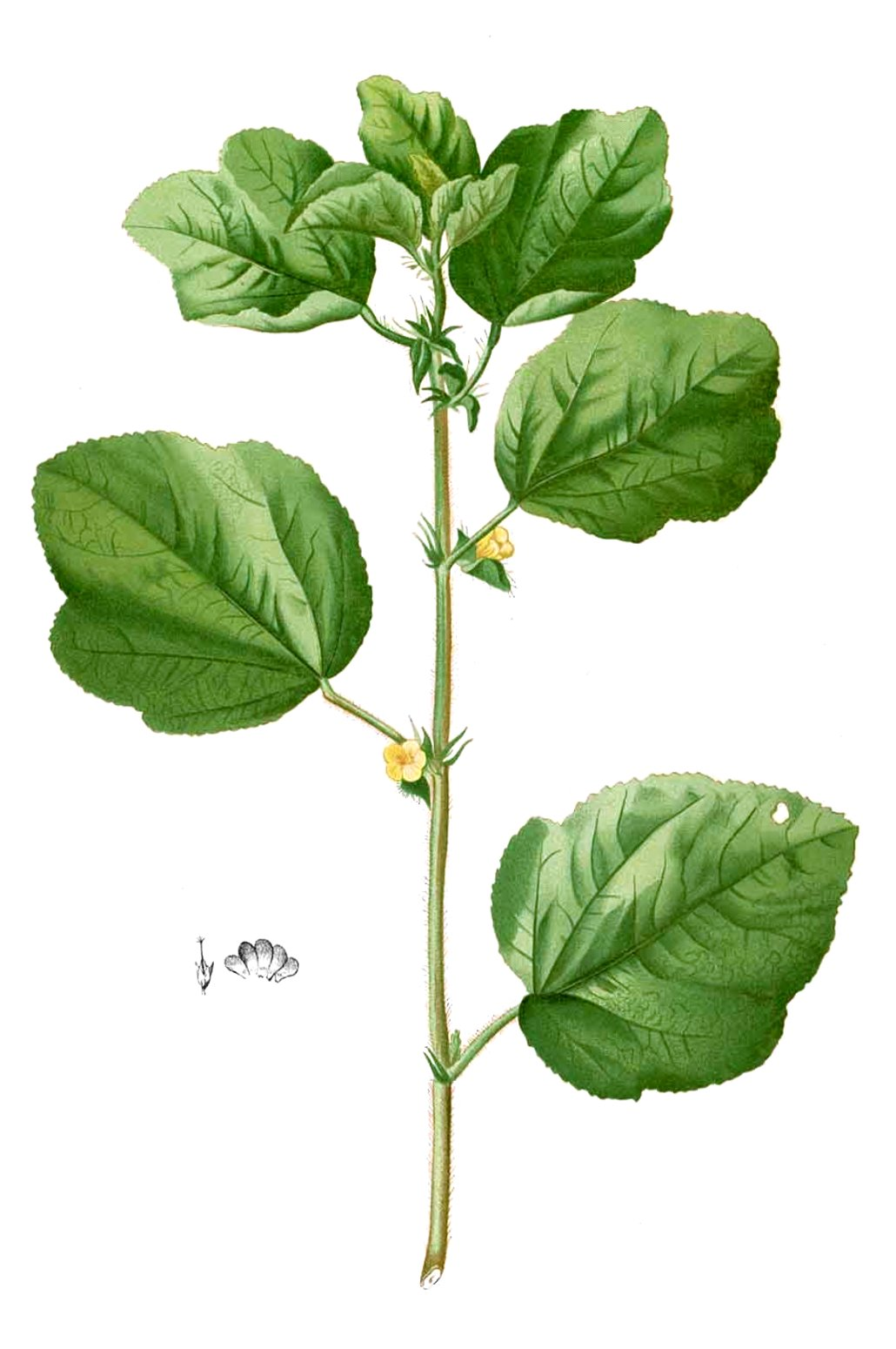
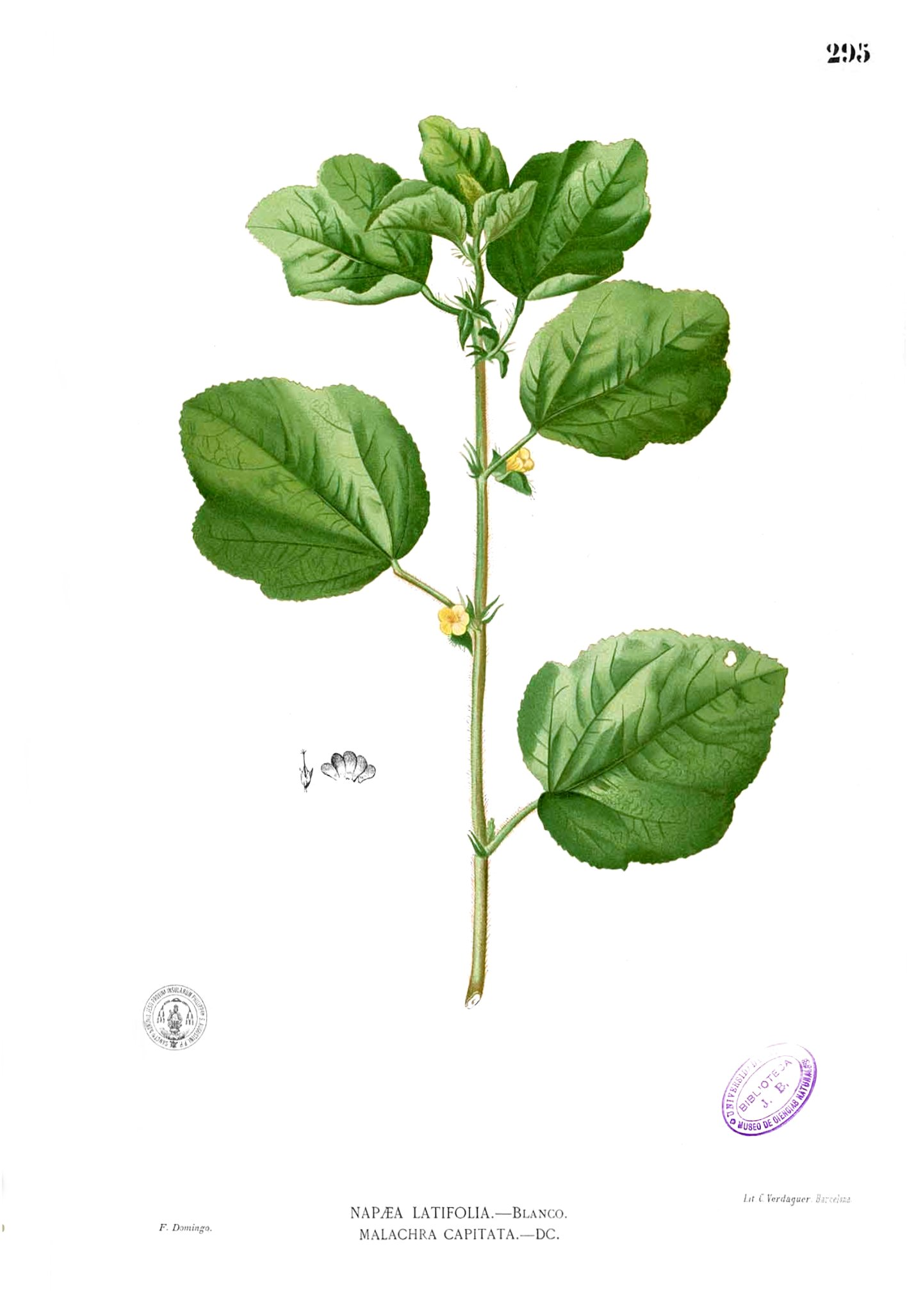
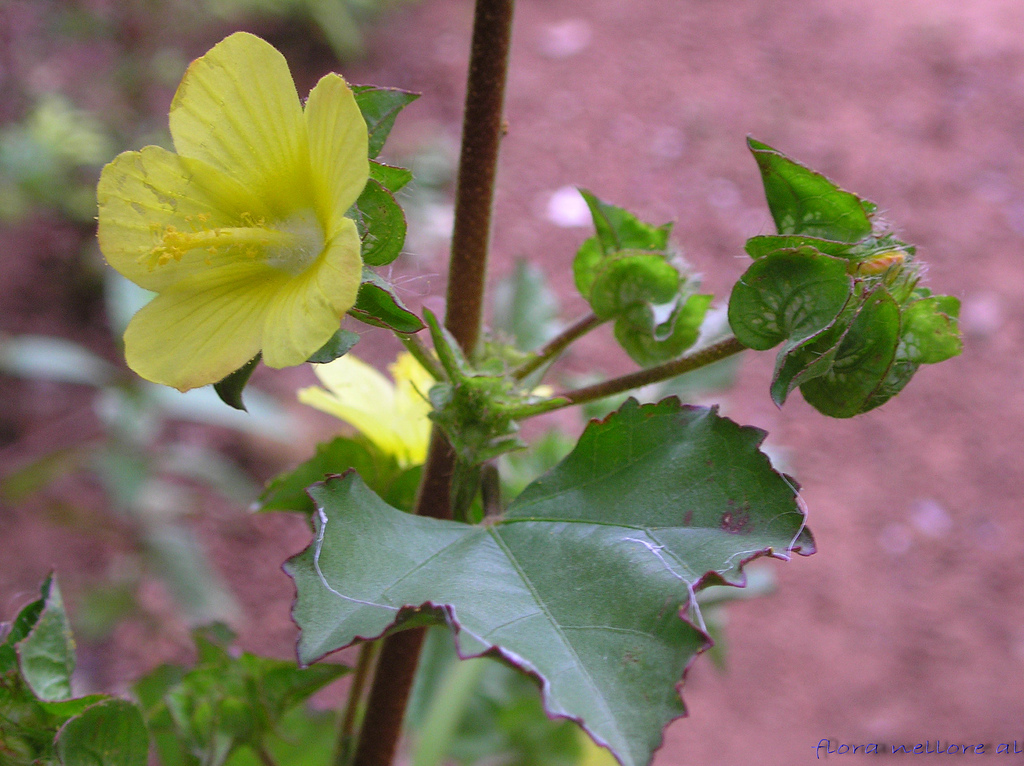